# Maria Voce
Maria Voce (Aiello Calabro, 16 luglio 1937 – Rocca di Papa, 20 giugno 2025) è stata un'avvocata e teologa italiana, presidente del Movimento dei Focolari dal 7 luglio 2008 al 31 gennaio 2021.
Era stata eletta dall'Assemblea Generale del Movimento dopo la morte di Chiara Lubich, fondatrice del medesimo, avvenuta il 14 marzo 2008. Rimase in carica per due mandati di 6 anni, non più rinnovabili.

## Biografia
Maria Voce è nata nel 1937 ad Aiello Calabro: è stata la prima donna a diventare avvocata nella provincia di Cosenza. Conobbe il Movimento dei Focolari nel 1959 e dal 1964 visse nella comunità del Focolare. Dopo la laurea in giurisprudenza, conseguita alla Sapienza, studiò teologia e si perfezionò in diritto canonico.
È stata impegnata, a fianco di Chiara Lubich, nell'ultimo aggiornamento degli Statuti generali del movimento. 
È stata tra i responsabili di Comunione e Diritto, rete di professionisti e studiosi impegnati nel campo della giustizia, nata nell'ambito dei Focolari. È stata anche membro della Scuola Abbà, Centro studi interdisciplinare. 
Ha maturato un'esperienza diretta nei campi ecumenico e interreligioso: avendo vissuto in Turchia per dieci anni, dal 1978 al 1988, ha avuto stretti rapporti con il Patriarcato di Costantinopoli (anche con Bartolomeo I), con leader di altre Chiese cristiane e con il mondo musulmano.
Dalla sua elezione a Presidente del Movimento dei Focolari del 2008 a fine mandato ha viaggiato in molte nazioni dei cinque continenti per incontrare le comunità del Movimento e sostenere il loro impegno religioso e sociale. Di particolare risonanza nel Movimento le sue visite a comunità che vivono in situazioni difficili, soprattutto i suoi viaggi nel Medio Oriente, l’ultimo dei quali nel maggio 2019 in Siria e Libano.
Il 7 dicembre 2011 papa Benedetto XVI ha nominato Maria Voce consultrice del Pontificio consiglio per la promozione della nuova evangelizzazione.
Maria Voce è deceduta il 20 giugno 2025, all'età di 87 anni.